# Dicearh
Dicearh [dicéarh] (starogrško Δικαίαρχος: Dikaíarhos (Diksaíarhos)), starogrški filozof, kartograf, geograf, matematik in pisec, * okoli 350 pr. n. št., Messina, Sicilija, † okoli 285 pr. n. št.

## Življenje in delo
Kot mladenič je Dicearh prišel v Atene, študiral je na Liceju pod Aristotelom in postal bližnji prijatelj botanika Teofrasta. Čeprav ga je zanimalo naravoslovje, je napisal zgodovino Grčije in zemljepisno knjigo, v kateri je z besedo in zemljevidi opisal tedaj znani svet. Ocenil je celo višino raznih grških gora. Imel je prednost, da je lahko uporabljal opise, ki so jih prinesli iz najbolj oddaljenih krajev častniki Aleksandra Velikega. Prvi je po zemljevidu potegnil od vzhoda na zahod črto dolžinske širine, ki pomeni, da ima v vseh krajih ob njej opoldansko Sonce kateregakoli dne enake višine oziroma je enako oddaljeno od nadglavišča (zenita). Podobno je pred njim na zvezdni karti naredil Evdoks. Po Dicearhovem postopku je Piteas z opazovanjem višine Sonca ob določenem času dneva izračunal zemljepisno širino svojega rojstnega kraja Masilije, danes Marseille.
Izdelal je geometrijske konstrukcije hiperbole in parabole.
1. 1 2  Virtualna mednarodna normativna datoteka — [Dublin, Ohio]: OCLC, 2003.